# IC이~카드

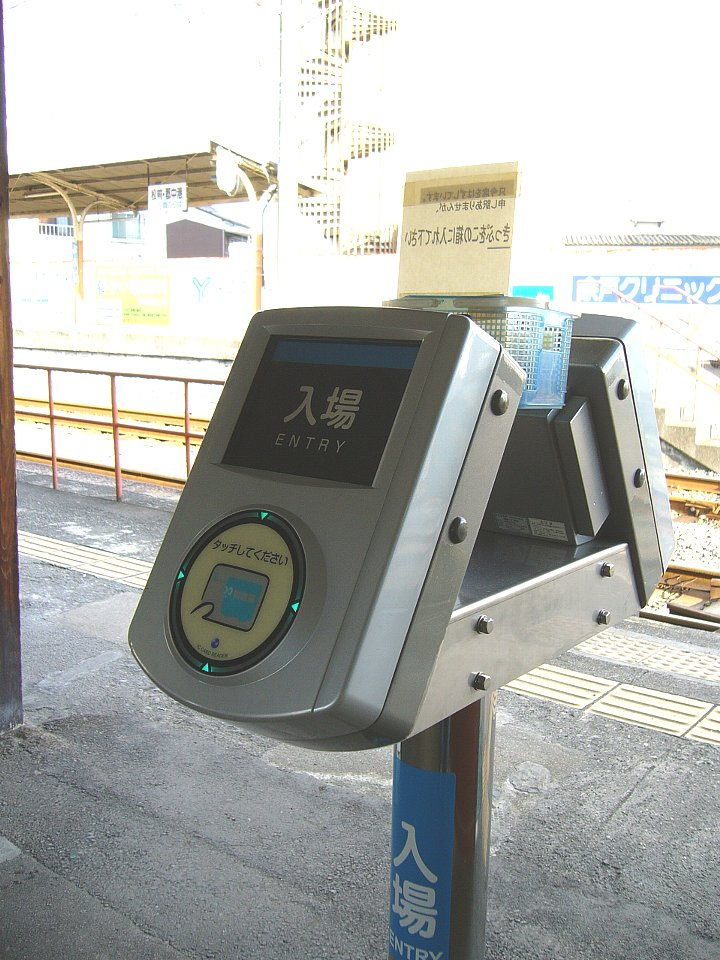
요고역에 있는 IC이~카드의 간이 리더기

IC이~카드(일본어: ICい〜カード)는 일본의 이요테쓰 그룹이 발행하여 이요 철도와 이요테쓰 버스 등에서 이용할 수 있는 비접촉 방식 스마트카드이다. 2005년 8월 23일부터 서비스를 개시했다.